# فوزية الزواري
فوزية الزواري هي صحفية وكاتبة تونسية باللغة الفرنسية، وُلدت في 10 سبتمبر 1955 في مدينة الدهماني، وهيَ تُقيم في باريس منذُ 1976. وهي شقيقة الوزير التونسي الأسبق عبد الرحيم الزواري.

## الحياة الشخصية
وُلدت فوزية الزواري في مدينة الدهماني والتي تبعد حوالي 30 كم إلى الجنوب الشرقي من ولاية الكاف في شمال غرب تونس، حيثُ نشأت في عائلة مُكونة من ست أخوات وأربع إخوة. درست في جامعة تونس ثم انتقلت إلى باريس.
حصلت فوزية على درجة الدكتوراه في الأدب الفرنسي وَالأدب المُقارن من جامعة السوربون، وهيَ تُقيم في باريس منذُ 1979، حيثُ عملت لمدة عشر سنوات في معهد العالم العربي، كما عملت رئيس تحرير لمجلة القنطرة، وفي عام 1996 عملت كصحفية في مجلة جون أفريك.
فازت بجائزة القارات الخمس للفرنكوفونية عن روايتها «جسد أمي» (بالفرنسية: Le corps de ma mère)‏ الصادرة عن دار نشر الفرنسية العريقة غاليمار.

## الإصدارات

### بالألمانية
- Das Land, in dem ich sterbe ‏ (2000).(ردمك 9783548249957)

### بالفرنسية
- La caravane des chimères ‏ (1998).[8][9]
- Ce pays dont je meurs ‏ (1999).(ردمك 9782841144563)[10][11][12]
- La Retournée ‏ (2002).(ردمك 9782841145461)[9]
- Le voile islamique ‏ (2002).(ردمك 9782828906832)
- Pour en finir avec Shahrazad ‏ (2003).(ردمك 9789973192929)
- Ce voile qui déchire la France ‏ (2004).(ردمك 9782841146857)
- La deuxième épouse ‏ (2006).(ردمك 9782841148202)
- J'ai épousé un Français ‏ (2009).[6]
- Je ne suis pas Diam's ‏ (2015).[13][14]
- Le corps de ma mère ‏ (2016).(ردمك 9782072669774)